# Я завжди хотів бути гангстером
«Я завжди хотів бути гангстером» (фр. J’ai toujours rêvé d’être un gangster) — французький комедійно-драматичний чорно-білий фільм, що складається з чотирьох новел. Режисер та автор сценарію Самюель Беншетрі.

## Сюжет та зйомки
Зйомки фільму відбуваються навколо або у кафе, що розташоване на шосе, та на час зйомок частково було знищено пожежею.

### Короткий зміст
Грабіжник-невдаха без зброї, намагається пограбувати офіціантку, в якої дійсно є зброя. Двоє безробітних чоловіків, викрадають дівчину-підлітка з суїцидальними нахилами, і намагаються отримати за неї викуп. Два колись успішних співака несподівано зустрічаються. За кавою розмовляють про життя і намагаються приховати один від одного справжній стан справ. П'ятірка колишніх злочинців згадують про старий будинок, де вони колись юні збирались і грали в карти. Та замість старого будинку перед їх очима виникає сучасне кафе на трасі.

### Актори
- Анна Муглаліс — офіціантка
- Едуар Баер — Джино, грабіжник
- Жан Рошфор — Жан
- Лоран Терзієфф — Еміль
- Венантіно Венантіні — Жуа
- Рожер Дюма — П'єр
- Ален Башунг — в ролі самого себе
- Арно — в ролі самого себе
- Булі Ланнерс — Леон, викрадач дітей
- Серж Лалів'єр — Поль, викрадач дітей
- Жан-П'єр Кальфон — Макс

## Нагороди
- 2008 — кінофестиваль Санденс
  - Найкращий оригінальний сценарій в міжнародній категорії — Самюель Беншетрі.